# The Habit of Happiness
Pour plus de détails, voir Fiche technique et Distribution.
The Habit of Happiness est un film muet américain réalisé par Allan Dwan, sorti en 1916.

## Fiche technique
- Titre original : The Habit of Happiness
- Réalisation : Allan Dwan
- Scénario : Allan Dwan et Shannon Fife
- Chef opérateur : Victor Fleming
- Société de production : Fine Arts Film Company
- Société de distribution :  Triangle Film Corporation
- Pays d’origine :  États-Unis
- Langue : anglais
- Format : Noir et blanc - 35 mm - 1,33:1 -  Muet
- Genre : Comédie
- Durée : 5 bobines
- Dates de sortie :  États-Unis : 12 mars 1916

## Distribution
- Douglas Fairbanks : Sunny Wiggins
- George Fawcett
- Macey Harlam
- Dorothy West
- George Backus
- William Jefferson